# Salix scouleriana
Salix scouleriana là một loài thực vật có hoa trong họ Liễu. Loài này được Barratt ex Hook. miêu tả khoa học đầu tiên năm 1838.

## Hình ảnh

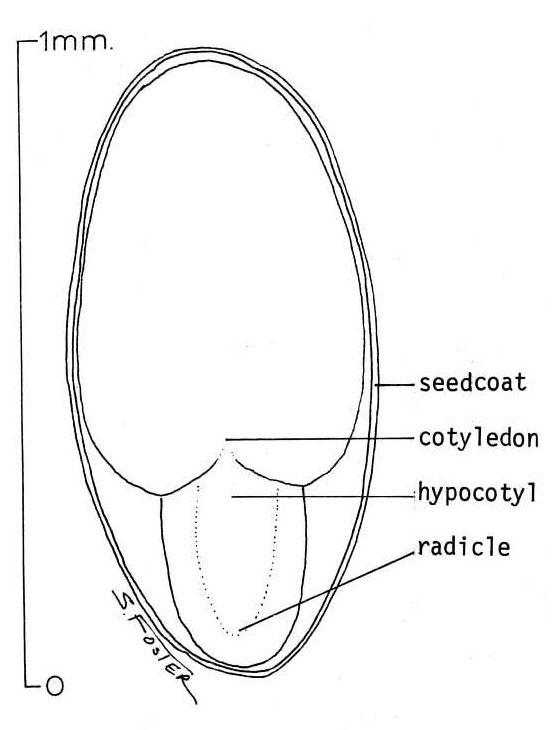
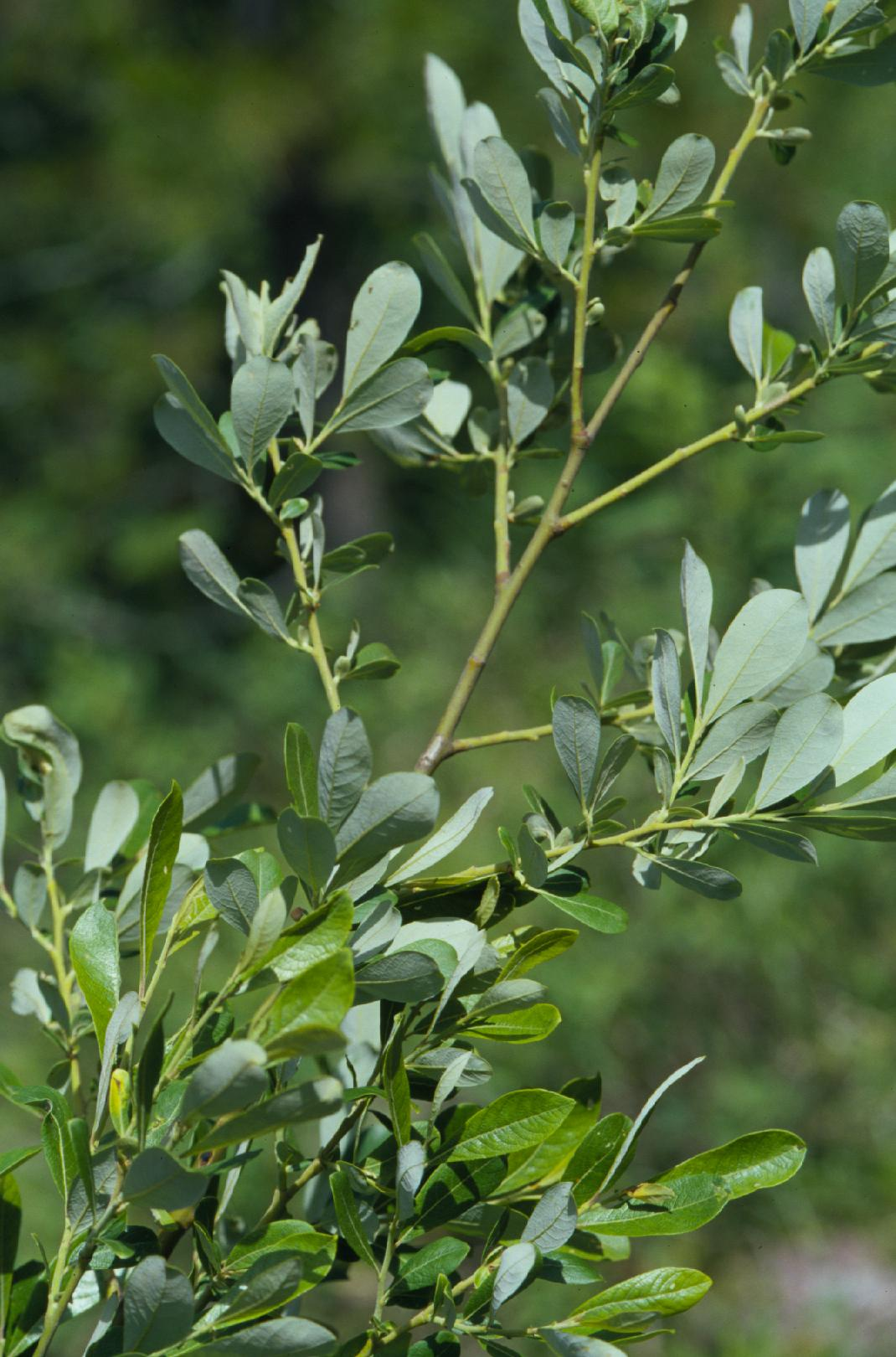
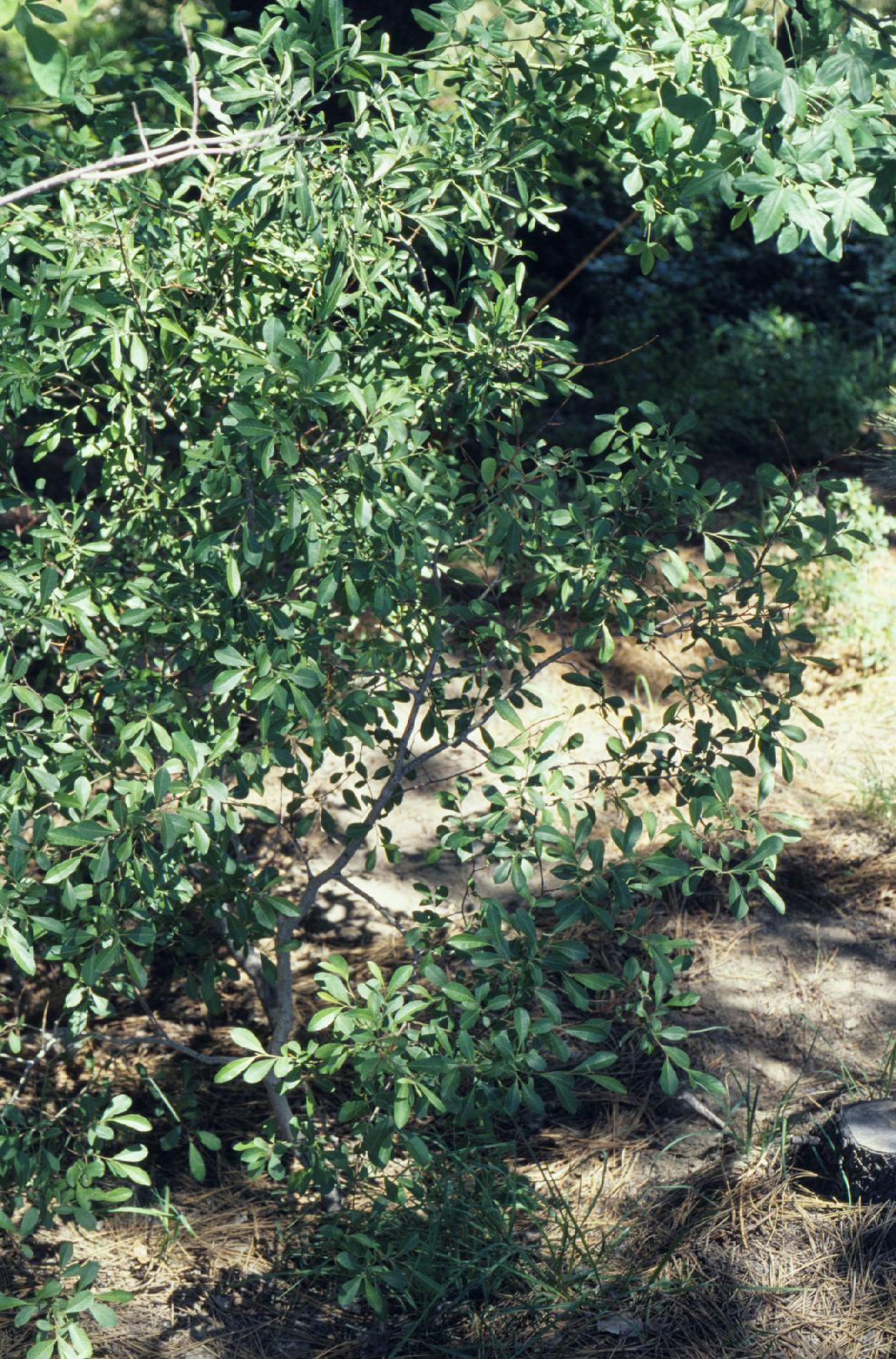
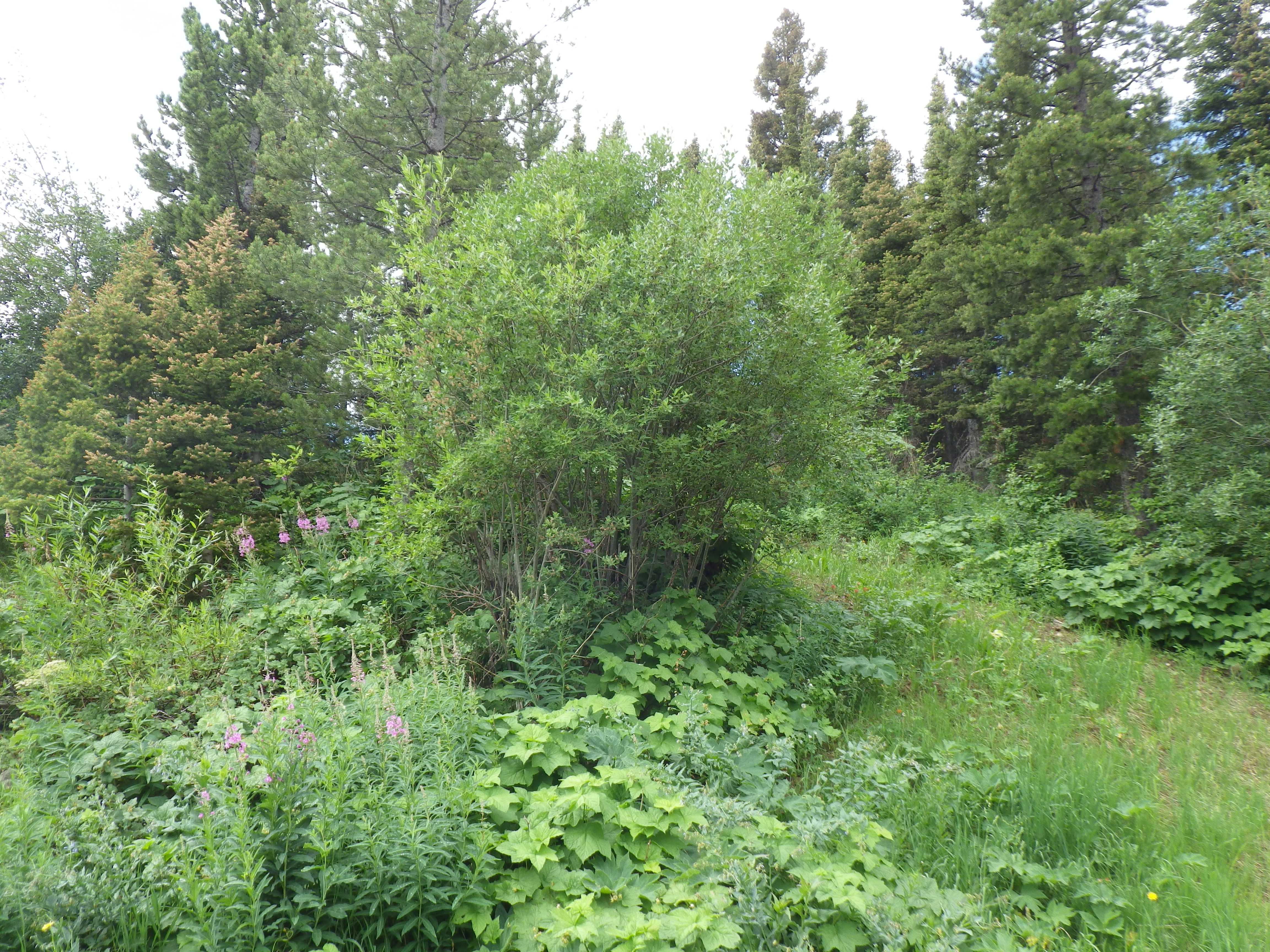